# مايك ريوردان
مايك ريوردان (بالإنجليزية: Mike Riordan)‏ مواليد 9 يوليو 1945 في نيويورك، هو لاعب كرة سلة أمريكي معتزل. بدأ مسيرته الاحترافية في سنة 1967. تم اختياره من قبل فريق نيويورك نيكس خلال الدرافت. حمل الرقم 6. يبلغ طوله 6 قدم 4 بوصة (1.9 م). اعتزل اللعب في 1977. فاز بلقب دوري إن بي إيه. أحرز خلال مسيرته في الإن بي إيه 6334 نقطة بمعدل 9.9 نقاط في المباراة الواحدة. لعب مع نيويورك نيكس وواشنطن ويزاردز.

## روابط خارجية
- مايك ريوردان على موقع إن بي أي (الإنجليزية)
- مايك ريوردان على موقع سبورتس رفرنس (الإنجليزية)
- مايك ريوردان على موقع كلية كرة السلة في سبورتس رفرنس.كوم (الإنجليزية)
- مايك ريوردان على موقع ريلجم (الإنجليزية)
- مايك ريوردان على موقع بروبوليرز (الإنجليزية)